# Saison 4 de Crazy Ex-Girlfriend
Chronologie
Saison 3
Cet article présente le guide des épisodes de la quatrième et dernière saison de la série télévisée américaine Crazy Ex-Girlfriend.

## Généralités
- Aux États-Unis, la saison a été diffusée du 12 octobre 2018 au 5 avril 2019 sur The CW
- Au Canada, elle a été disponible le lendemain sur le site web de Global.

## Distribution

### Acteurs principaux
- Rachel Bloom (VF : Victoria Grosbois) : Rebecca Bunch
- Vincent Rodriguez III (VF : Martin Faliu) : Josh Chan, le petit ami d'enfance de Rebecca
- Donna Lynne Champlin (VF : Marion Posta) : Paula Procter, la collègue de Rebecca
- Pete Gardner (en) (VF : Thierry Wermuth) : Darryl Whitefeather, le nouveau patron de Rebecca
- Vella Lovell (VF : Ludivine Maffren) : Heather Davis
- Gabrielle Ruiz (en) (VF : Caroline Pascal) : Valencia Perez
- David Hull : Josh Wilson
- Scott Michael Foster (VF : Valéry Schatz) : Nathaniel Plimpton III
- Skylar Astin : Greg Serrano[1]

## Liste des épisodes

### Épisode 1: Je veux être ici. (I Want to Be Here)
- États-Unis : 12 octobre 2018 sur The CW[2]

- États-Unis : 400 000 téléspectateurs[3] (première diffusion)

### Épisode 2: j’ai honte. (I Am Ashamed)
- États-Unis : 19 octobre 2018 sur The CW

- États-Unis : 380 000 téléspectateurs[4] (première diffusion)

### Épisode 3: Je suis mon propre chemin. (I'm On My Own Path)
- États-Unis : 26 octobre 2018 sur The CW

- États-Unis : 410 000 téléspectateurs[5] (première diffusion)

### Épisode 4: Je rattrape le temps perdu. (I'm Making Up for Lost Time)
- États-Unis : 2 novembre 2018 sur The CW

- États-Unis : 460 000 téléspectateurs[6] (première diffusion)

### Épisode 5: Je suis tellement heureuse pour vous. (I'm So Happy for You)
- États-Unis : 9 novembre 2018 sur The CW

- États-Unis : 420 000 téléspectateurs [7] (première diffusion)

### Épisode 6: Je comprends ce que tu traverses. (I See You)
- États-Unis : 16 novembre 2018 sur The CW

- États-Unis : 400 000 téléspectateurs[8] (première diffusion)

### Épisode 7: Je t’aiderai. (I Will Help You)
- États-Unis : 30 novembre 2018 sur The CW

- États-Unis : 500 000 téléspectateurs[9] (première diffusion)

### Épisode 8: Je ne suis plus la personne que j’étais. (I'm Not the Person I Used to Be)
- États-Unis : 7 décembre 2018 sur The CW

- États-Unis : 390 000 téléspectateurs[10] (première diffusion)

### Épisode 9: J’ai besoin d’équilibre. (I Need Some Balance)
- États-Unis : 11 janvier 2019 sur The CW

- États-Unis : 450 000 téléspectateurs[11] (première diffusion)

### Épisode 10: Je peux m’occuper de toi. (I Can Work With You)
- États-Unis : 18 janvier 2019 sur The CW

- États-Unis : 410 000 téléspectateurs[12] (première diffusion)

### Épisode 11: Je peux presque me passer de toi. (I'm Almost Over You)
- États-Unis : 25 janvier 2019 sur The CW

- États-Unis : 370 000 téléspectateurs[13] (première diffusion)

### Épisode 12: J’ai besoin d’une pause. (I Need a Break)
- États-Unis : 1er février 2019 sur The CW

- États-Unis : 400 000 téléspectateurs[14] (première diffusion)

### Épisode 13: titre français officiel inconnu (I Have to Get Out)
- États-Unis : 8 février 2019 sur The CW

- États-Unis : 410 000 téléspectateurs[15] (première diffusion)

### Épisode 14: titre français officiel inconnu (I'm Finding My Bliss)
- États-Unis : 15 mars 2019 sur The CW

- États-Unis : 310 000 téléspectateurs[16] (première diffusion)

### Épisode 15: titre français officiel inconnu (I Need to Find My Frenemy)
- États-Unis : 22 mars 2019 sur The CW

- États-Unis : 400 000 téléspectateurs[17] (première diffusion)

### Épisode 16: titre français officiel inconnu (I Have a Date Tonight)
- États-Unis : 29 mars 2019 sur The CW

- États-Unis : 380 000 téléspectateurs[18] (première diffusion)

### Épisode 17: titre français officiel inconnu (I'm in Love)
- États-Unis : 5 avril 2019 sur The CW

- États-Unis : 500 000 téléspectateurs[19] (première diffusion)

### Épisode 18: titre français officiel inconnu (Yes, It's Really Us Singing: The Crazy Ex-Girlfriend Concert Special!)
- États-Unis : 5 avril 2019 sur The CW

- États-Unis : 380 000 téléspectateurs[19] (première diffusion)